# Endrosa irrorella
Endrosa irrorella là một loài bướm đêm thuộc phân họ Arctiinae, họ Erebidae.